# Willie Burton
Willie Ricardo Burton (Detroit, Míchigan; 26 de mayo de 1968) es un exjugador de baloncesto estadounidense que jugó 8 temporadas en la NBA, además de hacerlo en la liga italiana, griega, rusa, libanesa, y en la CBA y USBL. Con 1,98 metros de estatura, jugaba en las posiciones de escolta y alero.

## Trayectoria deportiva

### High School
Burton asistió al instituto en St. Martin De Porres. Su escuela ganó el campeonato estatal Michigan Class C en 1985 y 1986. Burton fue incluido en el Detroit Catholic High School Hall of Fame en 1990.

### Universidad
Burton jugó al baloncesto en la Universidad de Minnesota durante cuatro años. En 1989, su año júnior, los Golden Gophers llegaron hasta la Sweet Sixteen y un año después hasta la Elite Eight. Burton finalizó su carrera universitaria como segundo máximo anotador de la historia de los Golden Gophers, con 1.800 puntos. Formó parte del mejor quinteto de la Big Ten Conference en 1990 y del segundo en 1989, además de recibir una mención honorable de la Big Ten en 1988. Tras compartir el premio de MVP del equipo en 1988, se alzó con dicho galardón en 1989 y 1990. Burton también es el máximo anotador de Minnesota en el Torneo de la NCAA con 171 puntos en 7 partidos, y máximo reboteador con 55 rechaces. Los promedios a lo largo de sus cuatro campañas fueron de 15.3 puntos, 6 rebotes, 1.7 asistencias y 28.4 minutos en 118 encuentros.

### Profesional
Burton fue seleccionado por Miami Heat en la 9.ª posición del Draft de la NBA de 1990, siendo incluido en su primera temporada en el segundo mejor quinteto de rookies tras firmar 12 puntos y 3.4 rebotes en 76 partidos, 26 de ellos como titular. En los Heat participó tres temporadas más hasta que fue cortado por el equipo el 3 de noviembre de 1994. Cinco días después fichó por Philadelphia 76ers, con quien realizó la mejor temporada de su carrera. Sus números fueron de 15.3 puntos y 3.1 rebotes en 53 partidos, y el 13 de diciembre de 1994 anotó 53 puntos ante su exequipo Miami.
Los dos siguientes años militó en Florida Beachdogs de la CBA y probó fortuna en Europa fichando por el Teorematour Milano de la liga italiana. Tras un breve paso por Atlanta Hawks, regresó a la CBA con Quad City Thunder, y apuró sus últimos días en la NBA en San Antonio Spurs y Charlotte Hornets, sin mucho éxito. A partir de entonces se convirtió en un trotamundos, jugando en el Iraklio Kritis OAA de la liga griega, en Oklahoma Storm de la USBL, en el Ural Great Perm ruso, en Idaho Stampede y Great Lakes Storm de la CBA, y en el Sagesse CS del Líbano.

## Estadísticas de su carrera en la NBA

### Temporada regular
| Año     | Equipo       | PJ  | PT  | MPP  | %TC  | %3P  | %TL  | RPP | APP | ROB | TPP | PPP  |
| ------- | ------------ | --- | --- | ---- | ---- | ---- | ---- | --- | --- | --- | --- | ---- |
| 1990-91 | Miami        | 76  | 26  | 25.4 | .441 | .133 | .782 | 3.4 | 1.4 | 0.9 | 0.3 | 12.0 |
| 1991-92 | Miami        | 68  | 50  | 23.3 | .450 | .400 | .800 | 3.6 | 1.8 | 0.7 | 0.5 | 11.2 |
| 1992-93 | Miami        | 26  | 8   | 17.3 | .383 | .333 | .717 | 2.7 | 0.6 | 0.5 | 0.6 | 7.8  |
| 1993-94 | Miami        | 53  | 1   | 13.2 | .438 | .200 | .759 | 2.6 | 0.7 | 0.3 | 0.4 | 7.0  |
| 1994-95 | Philadelphia | 53  | 31  | 29.5 | .401 | .385 | .824 | 3.1 | 1.8 | 0.6 | 0.4 | 15.3 |
| 1996-97 | Atlanta      | 24  | 2   | 15.8 | .336 | .283 | .838 | 1.7 | 0.5 | 0.3 | 0.1 | 6.2  |
| 1997-98 | San Antonio  | 13  | 0   | 3.3  | .381 | .333 | .667 | 0.7 | 0.1 | 0.2 | 0.2 | 2.1  |
| 1998-99 | Charlotte    | 3   | 0   | 6.0  | .143 | .000 | .500 | 2.0 | 0.0 | 0.0 | 0.0 | 1.3  |
| Total   | Total        | 316 | 118 | 21.1 | .424 | .345 | .786 | 2.9 | 1.2 | 0.6 | 0.4 | 10.3 |

### Playoffs
| Año   | Equipo | PJ | PT | MPP | %TC  | %3P  | %TL | RPP | APP | ROB | TPP | PPP |
| ----- | ------ | -- | -- | --- | ---- | ---- | --- | --- | --- | --- | --- | --- |
| 1994  | Miami  | 2  | 0  | 5.5 | .250 | .000 | –   | 0.0 | 0.0 | 0.0 | 0.0 | 1.0 |
| Total | Total  | 2  | 0  | 5.5 | .250 | .000 | –   | 0.0 | 0.0 | 0.0 | 0.0 | 1.0 |